# (234750) Amymainzer
(234750) Amymainzer ist ein Asteroid des äußeren Asteroiden-Hauptgürtels, der am 8. Juli 2002 im Rahmen des Near Earth Asteroid Trackings (NEAT) am Palomar-Observatorium (IAU-Code 644) entdeckt wurde.
Der mittlere Durchmesser von (234750) Amymainzer wurde mit 7,533 (± 0,205) km berechnet, die Albedo mit 0,022 (± 0,003).

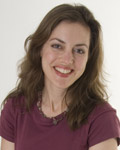
Amy Mainzer

Der Asteroid wurde auf Vorschlag von Harald Bill nach Amy Mainzer, einer US-amerikanischen Astronomin, benannt, der dabei auf ihren wichtigen Beitrag zur Asteroidenentdeckung im Projekt Wide-Field Infrared Survey Explorer (WISE) verwies. Mainzer übernahm schließlich 2011 die Gesamtleitung dieses Projekts am Jet Propulsion Laboratory. Dort verantwortet sie auch die Near-Earth Object Camera, ein geplantes Weltraumteleskop zur Erfassung erdnaher, potentiell gefährlicher Asteroiden zum Ziel.